# Comblanchien
Comblanchien là một xã trong tỉnh Côte-d'Or, thuộc vùng Bourgogne-Franche-Comté của nước Pháp, có dân số là 633 người (thời điểm 1999). Xã nổi tiếng vì có mỏ đá. Đá hoa cương ở đây đã được dùng trong rất nhiều công trình xây dựng của nước Pháp, ví dụ như Opéra Garnier trong Paris.

## Nhân khẩu học
| 1962 | 1968 | 1975 | 1982 | 1990 | 1999 |
| ---- | ---- | ---- | ---- | ---- | ---- |
| 586  | 679  | 641  | 572  | 540  | 633  |